# 1411
Évszázadok: 14. század – 15. század – 16. század
Évtizedek: 1360-as évek – 1370-es évek – 1380-as évek – 1390-es évek – 1400-as évek – 1410-es évek – 1420-as évek – 1430-as évek – 1440-es évek – 1450-es évek – 1460-as évek
Évek: 1406 – 1407 – 1408 – 1409 –  1410 – 1411 – 1412 – 1413 – 1414 – 1415 – 1416

## Események
- Február 1. – Az első thorni béke megkötése Lengyelország-Litvánia és az 1410-ben megsemmisítő vereséget szenvedett Német Lovagrend között.[1]
- Velence megtámadja Dalmáciát, Sebenics várát ostromolja. Zsigmond Ozorai Pipót küldi ellenük, aki Contegliano-nál megveri a velenceieket.
- október 7. – Zsigmond a lányát, a kétéves Erzsébetet Habsburg Alberttel jegyzi el.
- Zsigmond megköti a toruńi békét a lengyel királlyal.
- Több magyar város, köztük Debrecen a szerb despota kezére kerül.
- Zsigmond Kassára akarja költöztetni az összes barhentkészítőt.

## Születések
- szeptember 21. – Plantagenet Richard yorki herceg.

## Halálozások
- január 18. – Morva Jobst német király (* 1354)
- június 3. – IV. Lipót osztrák herceg Tirol és Vorarlberg ura, majd Ausztria kormányzója. 
(* 1371)